# Pentacyphus andinus
Pentacyphus andinus là một loài thực vật có hoa trong họ La bố ma. Loài này được (Ball) Liede mô tả khoa học đầu tiên năm 1996.